# Liste des aéroports les plus fréquentés au Cameroun
Cet article dresse les statistiques des aéroports du Cameroun.

## En graphique
Pour des raisons techniques, il est temporairement impossible d'afficher le graphique qui aurait dû être présenté ici.

Voir la requête brute et les sources sur Wikidata.